# Sinentomata
Ordre
Les Sinentomata sont un ordre de protoures.

## Liste des familles
Selon Szeptycki, 2007
- Fujientomidae Tuxen & Yin, 1982
- Sinentomidae Yin, 1965

## Référence
- Yin, 1996 : New considerations on systematics of Protura. in Proceedings of XX International Congress of Entomology. Firenze, Italy p. 1-60.